# بارش شهابی دلتا خرچنگی
بارش شهابی دلتا خرچنگی بارش شهابی متوسطی است که همه‌ساله از ۱۴ دسامبر تا ۱۴ فوریه روی می‌دهد. بارش مهم و اصلی هم از روز اول ژانویه تا چهاردهم فوریه رخ می‌دهد.